# Malchin (distrikt)
Malchin (mongoliska: Малчин Сум, Малчин) är ett distrikt i Mongoliet.   Det ligger i provinsen Uvs, i den västra delen av landet, 1 000 km väster om huvudstaden Ulaanbaatar.